# 대전산업정보고등학교
대전산업정보고등학교는 대전광역시 서구 용문동에 있는 각종학교이다. 직업교육을 원하는 고등학교 3학년 학생들에게 위탁교육을 실시한다.

## 연혁
- 1991년 3월 1일 : 개교
- 2015년 3월 1일 : 현 위치로 신축 이전 및 대전기술정보학교에서 대전산업정보학교로 명칭 변경(14개과 24학급으로 확대 개편)
- 2016년 10월 14일 : 현재의 명칭(재학생 및 위탁학생 직업교육 병행)

## 개설 학과
바리스타과
제과제빵과
조리과
코딩과
그래픽디자인과
지동차과
토탈미용과가 있다